# فعل القتل
فعل القتل (بالإنجليزية: The Act of Killing)‏ هو فيلم تم إنتاجه سنة 2012.

## طاقم التمثيل
في عام 2001 بينما المخرج جوشوا أوبنهايمر وكريستان سين يصنعون فيلم بأسم The Globalisation Tapes 2003 , تطلعوا لموصوع القتل أو المجزرة عام 1966. وخلال مقابلاتهم مع الناس، صدف وان قابلوا أنوار عام 2005. ومما حفزهم على ذلك، هو أن أنوار وأصدقائه كانوا منفتحين عن موضوع قتلهم لشيوعيين أو كما قال جوشوا «يشعرون بالفخر لما فعلوه». الفيلم أقيم في قرية ميدان، سومطرا الشمالية. بين عام 2005 و 2011.

## القصة
الفيلم الوثائقي يتحدث عن مجزرة في اندونيسيا عام 1965-66 وكان ذلك ضد الشيوعيين حيث قتل حوالي مليونِ شخص خلال سنة.أنوار كونغو وادي زوكدري هم محور الفيلم حيث يسردون في الفيلم قصتهم لقتلهم لـ الشيوعية وطرق تعذيبهم، حيث يسرقونهم ويقتلونهم بجانب دافع انهم شيوعيين وضد الدولة. أنوار كونغو وادي قبل أن يصبحوا مقاتلين، كانوا يبيعوا تذاكر أفلام في السوق السوداء. مخرج الفيلم الوثائقي عرض لهم بأن ينتج لهم فيلم يحكي عن طرق التي أستخدموها في تعذيب وقتل الشيوعيين. خلال الفيلم بعض من اللقطات كانت تركز على نشأت منظمة تحت أسم شباب بنكاسيلا (Pancasila Youth) وهم أيضا ضد الشيوعيين.

## روابط خارجية
- فعل القتل على موقع IMDb (الإنجليزية)
- فعل القتل على موقع ميتاكريتيك (الإنجليزية)
- فعل القتل على موقع روتن توميتوز (الإنجليزية)
- فعل القتل على موقع نتفليكس (الإنجليزية)
- فعل القتل على موقع قاعدة بيانات الأفلام العربية
- فعل القتل على موقع ألو سيني (الفرنسية)
- فعل القتل على موقع Turner Classic Movies (الإنجليزية)
- فعل القتل على موقع أول موفي (الإنجليزية)
- فعل القتل على موقع بوكس أوفيس موجو (الإنجليزية)
- فعل القتل على موقع فيلمافينيتي (الإسبانية)